# Гус-Крик (Южная Каролина)
Гус-Крик (англ. Goose Creek; букв. «Гусиный ручей») — крупнейший город в округе Беркли в штате Южная Каролина в Соединённых Штатах Америки.
Согласно результатам переписи населения США, проведённой в 2020 году, число жителей города составляло 45 946 человек, что, для такого небольшого населённого пункта, существенно больше (27,8%), чем было во время предыдущей переписи прошедшей в 2010 году (35 938 человек). По оценкам 2023 года население выросло еще на 7,2% и почти достигло 50 тысяч человек (49 249).

## История
История насчитывает много веков. В 1670-х годах этиваны перебрались сюда, спасаясь от воинственных весто, и нашли убежище на плантациях первых колонистов, которых часто называли «людьми Гуз-Крик». В основном они селились в нескольких милях к северу от Чарльстона, у ручья Гуз-Крик, притока реки Купер. 
Люди гусиного ручья стали лидерами ранней торговли с индейцами, и к 1690-м годам многие из них занимали важные должности в колониальном правительстве. Поначалу жители Гуз-Крик занимались преимущественно торговлей рабами, а позже лидерство захватила торговля шкурами. 
В 1941 году, после нападения на Пёрл-Харбор в ходе Второй мировой войны, здесь, на западном берегу реки Купер, была обустроена база военно-морских сил США, которая частично расположена и в близлежащем городе Ханахан.
В 1961 году поселение было инкорпорировано и включено в реестр штата Айова, благодаря чему некорпоративное сообщество Гус-Крик официально получило статус города («Сity of» / «Town of»).
Несколько архитектурных памятников в Гус-Крик, включая церковь Святого Иакова, были внесены в Национальный реестр исторических мест США.

## География
Город Гус-Крик расположен на высоте около пятнадцати метров над уровнем моря и на востоке граничит с рекой Купер и рекой Бэк (англ. Back River).
На юго-востоке Гус-Крик соприкасается с внешней частью города Чарльстон, на юго-западе — граничит с городом Ханахан и (дальше на запад) городом Норт-Чарльстон в округе Чарльстон, а на западе — с некорпоративным сообществом Ладсон.
В соответствии с данными указанными на сайте центрального статистического органа страны — Бюро переписи населения США, общая площадь города составляет 42,84 квадратных мили (111,0 км²), из которых 42,35 квадратных мили (109,7 км²) занимает суша, а 0,49 квадратных мили (1,3 км² или 1,14%) приходится на водную поверхность.

## Демография
По данным переписи населения 2020 года в Гус-Крик проживало 45 946 человек, 8 604 семьи, насчитывалось 16 298 домашних хозяйств и 17 269 жилых домов. Расовый состав населенного пункта по данным переписи распределился следующим образом: 60,3% белых, 0,6% коренных американцев, 4,9% других народностей. Испаноговорящие составили 9,5% от всех жителей статистически обособленной местности.
Население сообщества по возрастному диапазону по данным переписи 2020 года распределилось следующим образом: от 55 до 59 лет — 6,0%, от 35 до 39 лет — 6,6%, жители младше 5 лет — 6,3%, от 45 до 49 лет — 5,7%, между 20 и 24 годами — 9,3%, от 60 до 64 лет — 5,4%, между 5 и 9 годами — 6,3%, между 70 и 74 годами — 3,3%, от 30 до 34 лет — 7,4%, между 80 и 84 годами — 1,2%, от 50 до 54 лет — 5,8%, между 10 и 14 годами — 6,7%, от 65 до 69 лет — 4,3%, между 25 и 29 годами — 7,7%, между 15 и 19 годами — 9,0%, между 75 и 79 годами — 2,3%, от 40 до 44 лет — 5,9%. Средний возраст жителей составил 33,1 года.
Средний доход на одно домашнее хозяйство составил 88 569 долларов США, а средний доход на одну семью — 97 657 доллар. Мужчины имели средний доход 49 332 доллара США в год против 41 421 доллар среднегодового дохода у женщин. Доход на душу населения составил 31 747 долларов в год.